# Mazan (auteur)
Pour les articles homonymes, voir Lavaud et Mazan.
 (mars 2025).
Il peut être nécessaire de l'améliorer pour respecter le principe de neutralité de point de vue. Veuillez consulter la page de discussion pour plus de détails.

Mazan, de son vrai nom Pierre Lavaud, est un auteur de bande dessinée, né le 24 février 1968 à Périgueux.

## Biographie

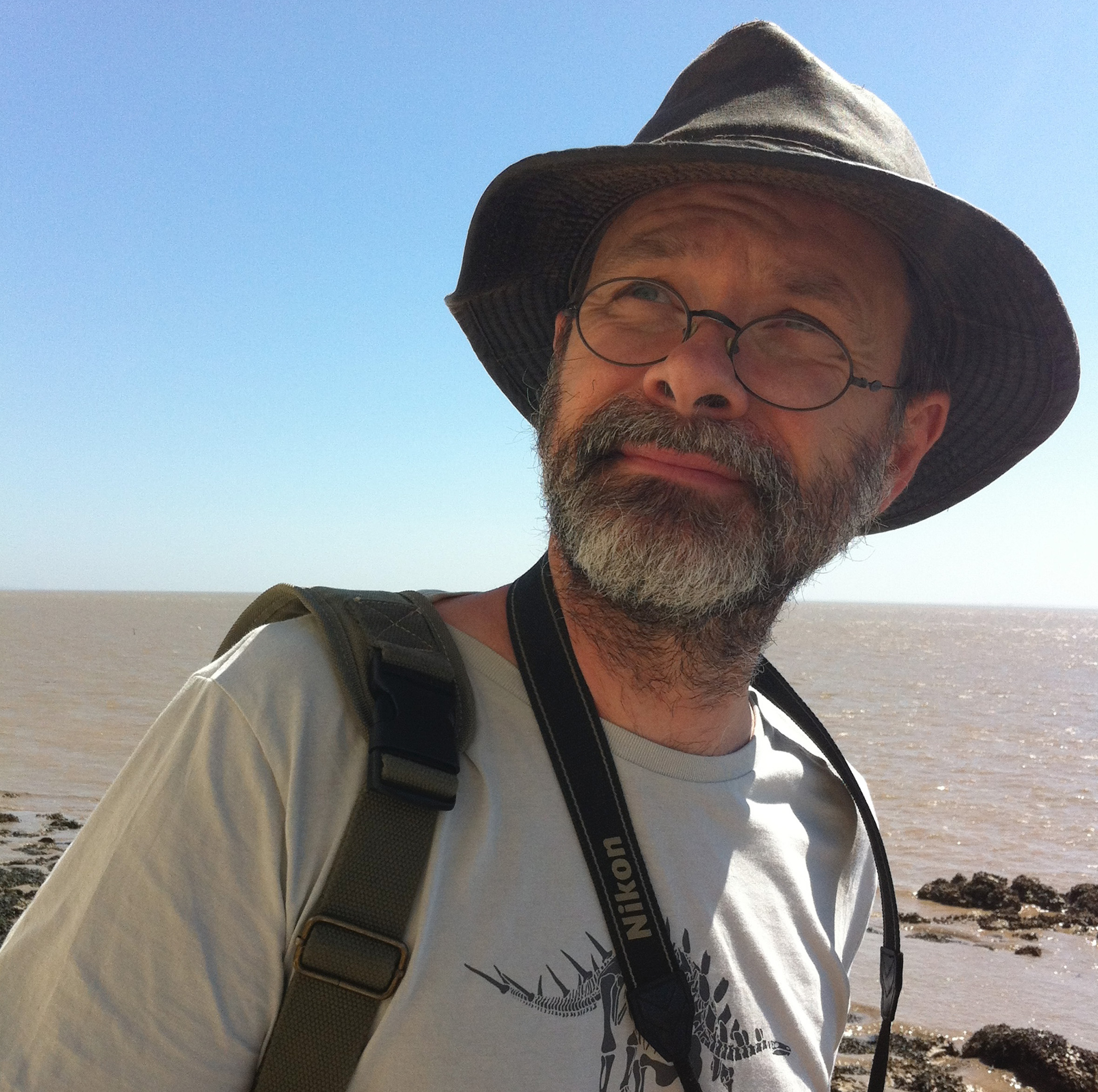
Mazan en 2017

Après des études aux Beaux Arts d'Angoulême, il signe son premier contrat avec les éditions Delcourt en 1988 et remporte la même année le prix Alfred Avenir. Il est nommé au Festival d'Angoulême 1992 pour l'Alph'Art du Coup de Cœur et celui du Public. Mazan est primé en 2001 pour Dans l'cochon tout est bon. Il est aussi l'un des membres fondateurs de l'Atelier Sanzot et de l'atelier du Marquis situés à Angoulême.
Mazan participe depuis 2010 à des campagnes de fouilles archéologiques et paléontologiques, suivant par le dessin l'évolution de certains chantiers, dont le site paléontologique d'Angeac-Charente. Il collabore aux missions Franco-laotiennes Dinosavan de 2012 à 2016, dirigées par le paléontologue Ronan Allain et participe à la découverte d'une nouvelle espèce de dinosaures : Ichthyovenator laosensis,.
En 2016, il devient ambassadeur de la ville d'Angoulême.

### Vie familiale
Mazan est marié avec Isabelle Dethan, autrice de bande dessinée ; ensemble, ils ont créé plusieurs ouvrages, comme Khéti, fils du Nil (4 volumes).

## Publications

### Bande dessinée
Aux éditions Delcourt
- Le Grand Mal, 1990.
- Lumière sur le front, 1992.
- Ville basse, 1995.
- Le Vaillant Petit Tailleur, 1996.
- Apprendre à frissonner (+ luxe), 1998.
- Dans l'cochon tout est bon, 2000[7]
- L'Hiver d'un monde, 2001.
- Donjon Monsters t. 1 : Jean-Jean la terreur, avec Lewis Trondheim et Joann Sfar, 2001.
- « Le Renard et le Bouc », dans La Fontaine aux fables, 2002.
- C'est aujourd'hui dimanche, 2004.
- « La Grenouille et le Bœuf », dans La Fontaine aux fables, t. 2, 2004.
- « La Vie par procuration », dans Jean-Jacques Goldman : Chansons pour les yeux, 2004.
- « La Cabane du pêcheur », dans Francis Cabrel : Les Beaux Dessins, 2005.
- Khéti, fils du Nil, avec Isabelle Dethan :

1. Au-delà des portes , 2006.
2. Le Roi des grenouilles 2007.
3. Mémé la momie, 2009.

- Le Jugement d'Osiris, 2010.
- « Dans et sur mes bras », dans Yannick Noah : Traits métis, 2007.
- Donjon Crépuscule t. 7 : La Fin du Donjon, avec Lewis Trondheim et Joann Sfar, 2014.

Autres maisons d'édition
- Les Nains de jardin, Le Cycliste, 1996. Réédité en deux volumes.
- La Malédiction de Philéas Fog (dessin), avec Philippe Gasc (scénario), Isabelle Dethan (encrage) et Éric Dérian (décors), DHL, 1996.
- Adaptations d'œuvres littéraires dans Je bouquine, Bayard :

164. Notre dame de Paris, 1997.
189. À l'Ouest, rien de nouveau, 1999.
218. Perceval, 2002.
236. Gargantua, 2003.
- Bouzouk avec Gérard Moncomble, Casterman, 2000
- « Flash forward », dans Les chansons de Gainsbourg vol. 2, Soleil, 2006.
- Mimo, avec Isabelle Dethan (scénario de la bande dessinée), Ronan Allain et Jean-François Tournepiche (textes des deux parties rédactionnelles), Eidola :

1. Mimo, sur la trace des dinos, 2012.
2. Mimo et les Dinosaures des antipodes, 2015.

- Les Nains de jardin, (couleurs Pepitom), nouvelle édition,  Eidola, 2021
- Mimo, INTEGRALE avec Isabelle Dethan (scénario de la bande dessinée), postface de Ronan Allain , Eidola, 2024
- Les dinosaures du paradis, préface de Philippe Taquet, postface de Ronan Allain , Futuropolis, 2024

### Illustration
Livre jeunesse
- Gérard Moncomble, Bouzouk, Casterman, coll. « Dix et plus » :

1. Les Mange mémoire, 2000.
2. Les Fantômes d'Aham, 2000.
3. La Balade du trouvamour, 2000.
4. Dans les griffes de Ggrok, 2001.

- Gérard Moncomble, Ulûpi : Princesse chipie, Gulf Stream, coll. « Gulf Stream Junior », 2005.
- Gérard Moncomble, Le Voyage de la princesse Ulûpi, Gulf Stream, coll. « Gulf Stream Junior », 2008.
- Éric Wantiez, Tatsu : Le Garçon de la pluie, Scutella, 2013.

Recueils d'illustrations
- Le Vide-grenier, Charrette, 2004.
- Sketchbook Mazan, Comix Buro, 2010.
- Mazan : Carnets d'auteur, Snorgleux, 2010.

Autres
- Didier Néraudeau et Romain Vullo, Fossiles de la préhistoire charentaise, Éditions du Croix vif, 2013.
- Ronan Allain, Jean-François Tournepiche, Dominique Abit, Dinosaures, les géants du vignoble, Eidola, 2017.

## Prix
- 1988 : Alfred de l'avenir au festival d'Angoulême
- 1998 :  Prix Max et Moritz de la meilleure publication de bande dessinée pour enfants et adolescents avec Illustrierte Kinderklassiken
- 2001 : Prix Tournesol pour Dans l'cochon tout est bon
- 2002 : Prix spécial du Jury (Bédéis-causa - Quebec) pour L'Hiver d'un monde
- 2016 : Grand prix de l'Académie de Saintonge[8]